# Jakub Gerlicz
Jakub Paweł Gerlicz herbu Sępiec (ur. 1792 w Warszawie, zm. 17 sierpnia 1872 w Warszawie) – polski urzędnik państwowy, Referendarz Stanu, wiceprezydent m.st. Warszawy, Komisarz Obwodu Stanisławowskiego, kapitan Wojska Polskiego. Odznaczony Orderem Św. Stanisława i Krzyżem Złotym Polskim Wojskowym.

## Rodzina
Najstarszy syn Kaspra Gerlicza i jego żony Charitas de Burchartin. Posiadał brata Teofila Wilhelma oraz siostry: Amelię, Ludwikę, Karolinę, Annę, Magdalenę, Juliannę i Joannę. W 1833 roku ożenił się z Wincentyną Górską h. Bożawola. Mieli siedmioro dzieci: Marię Antoninę, Zofię, Ludwikę, Zdzisława, Adama, Stanisława oraz Kazimierza. Ostatni zmarł we wczesnym dzieciństwie.

## Kariera
Według własnoręcznie spisanego życiorysu Jakuba Gerlicza,  w roku 1809 ukończył on Szkołę Gimnazjalną w Lublinie. Następnie zaciągnął się w tym samym roku (podczas wkroczenia Wojsk Polskich do Galicji) do Pułku 2 Piechoty Księstwa Warszawskiego. Dnia 1 października 1809 roku awansował do stopnia sierżanta, został nominowany podporucznikiem 1 lipca 1810, porucznikiem 4 września 1812, zaś kapitanem 21 stycznia 1813. W tym samym roku ozdobiony został Krzyżem Złotym Polskim Wojskowym.
W roku 1809 brał udział w kampanii przeciw Austrii, w roku 1812 przeciw Rosji, a w roku 1813 przeciw wojskom koalicji antyfrancuskiej. Został ciężko ranny podczas bitwy pod Lipskiem.
W czasie nowej organizacji wojska umieszczony został jako Kapitan w pułku 2 Piechoty liniowej, a dnia 15 listopada 1816 na zaniesioną przez siebie prośbę uzyskał dymisję ze względu na stan zdrowia. Po tym wydarzeniu został aplikantem w Komisji Województwa Mazowieckiego z dniem 28 lutego 1817. 21 kwietnia tego roku uzyskał nominację na asesora bezpłatnego w Komisji Województwa Mazowieckiego, a dnia 26 lipca 1817 roku nominowany został komisarzem Obwodu Stanisławowskiego. 14 kwietnia 1818 Gerlicz został odznaczony Orderem Św. Stanisława 4 klasy. Rząd powstania listopadowego powołał go na stanowisko wiceprezydenta Warszawy. Po upadku powstania wycofał się ze służby publicznej i osiadł w swoim majątku Wronów w powiecie puławskim.

## Miejsce spoczynku
Zmarł w 1872 roku w trakcie oglądania przedstawienia Hamleta wystawianego na deskach Teatru Wielkiego w Warszawie. Pochowany na cmentarzu Powązkowskim w Warszawie (kwatera 25-1-16).